# Çaybaşı (district)
Çaybaşı is een Turks district in de provincie Ordu en telt 15.108 inwoners (2007). Het district heeft een oppervlakte van 165,4 km². Hoofdplaats is Çaybaşı.
De bevolkingsontwikkeling van het district is weergegeven in onderstaande tabel.
| 1997   | 2000   | 2007   |
| ------ | ------ | ------ |
| 18.346 | 15.372 | 15.108 |